# Erlang Shen

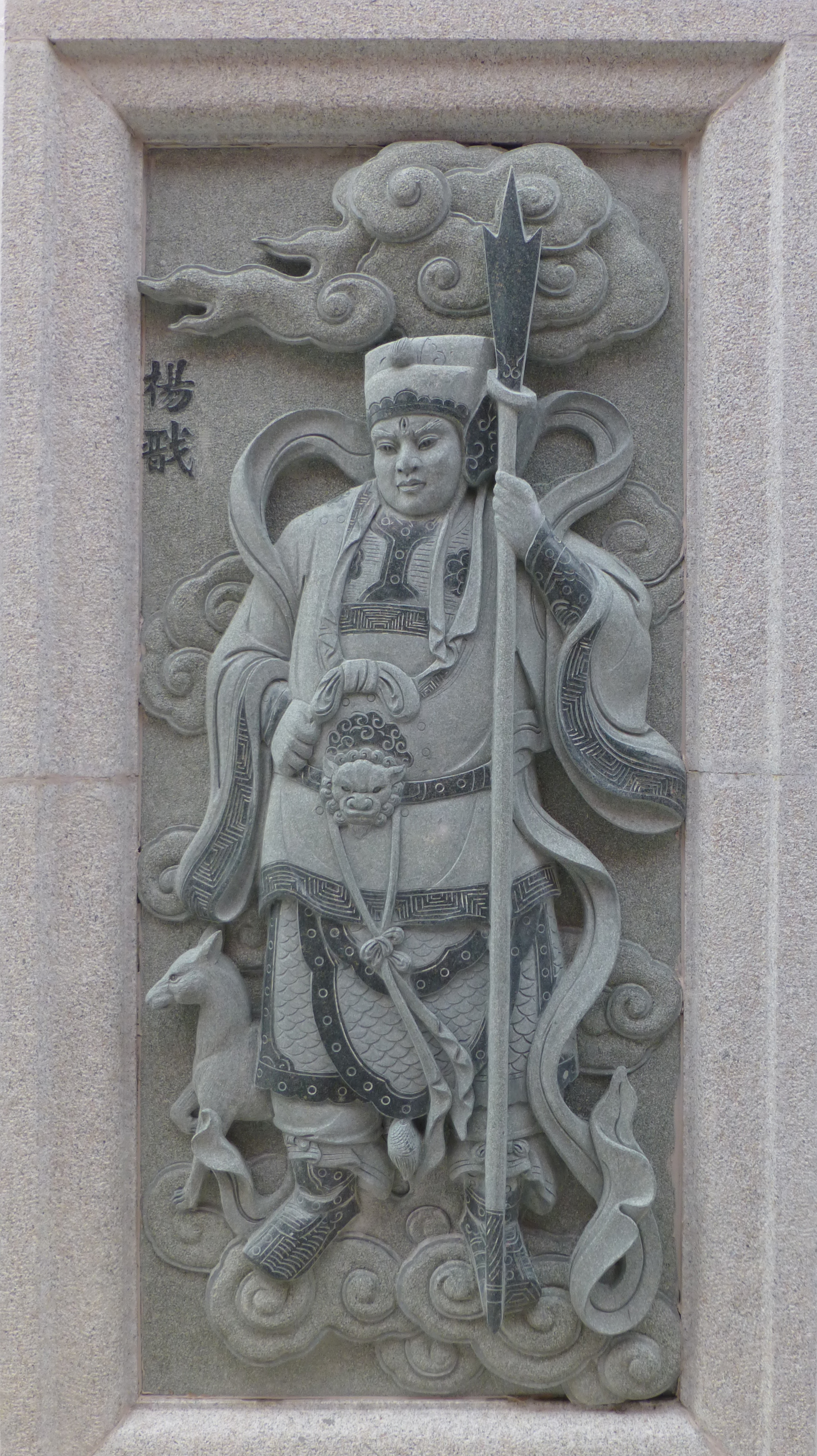
Erlang Shen, dieu immortel de la pudeur et de la décence.

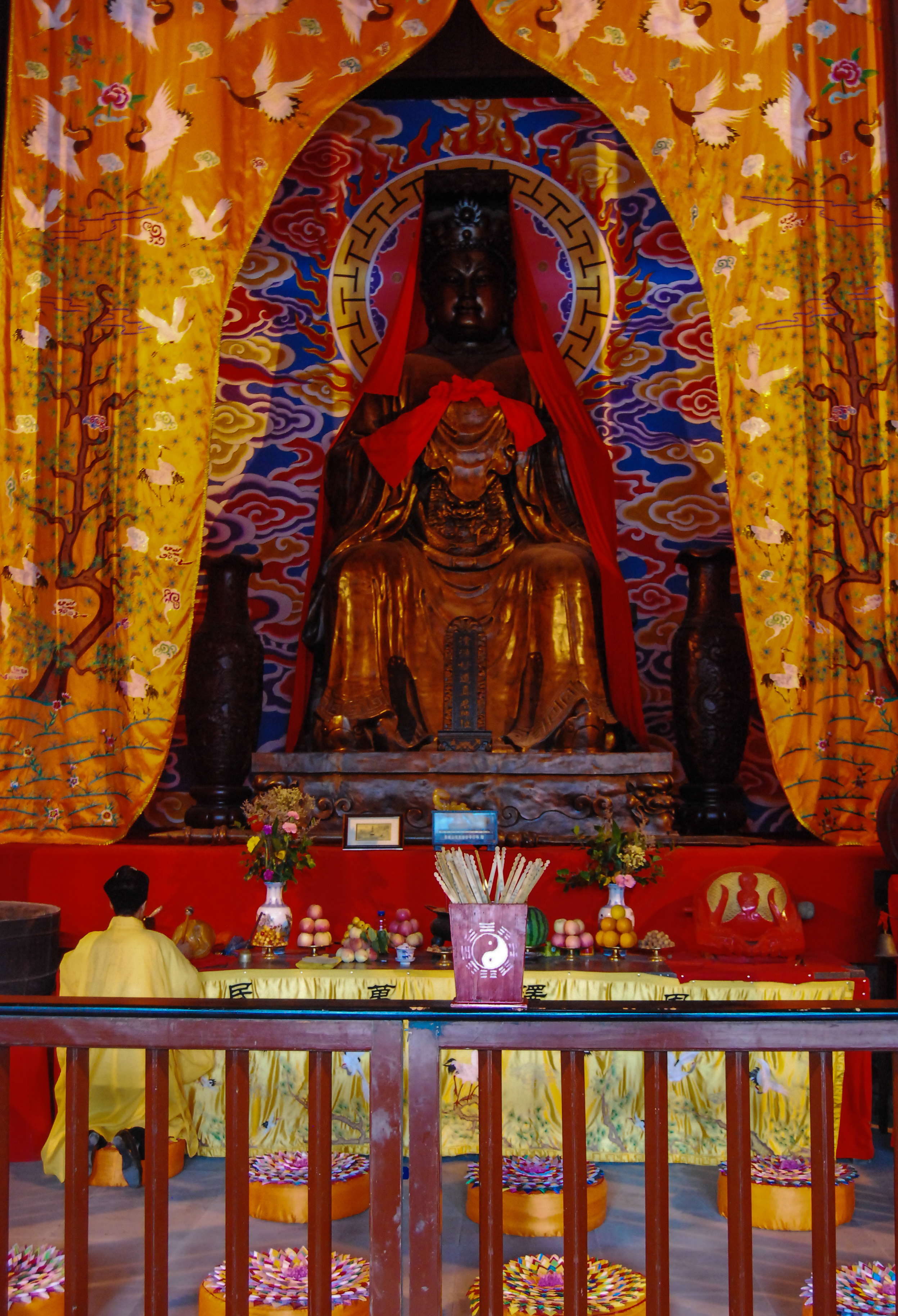
Effigie du dieu Erlang, dans un temple à Dujiangyan, Sichuan.

Erlang Shen (二郎神), également connu sous le nom de seigneur du Sichuan (川主), est un dieu de la mythologie chinoise qui porte un troisième œil sur le front. Il est associé à des héros qui protégèrent la population d'inondations sous les dynasties Qin, Sui et Jin. Dans L'Investiture des dieux et La Pérégrination vers l'Ouest, il apparaît comme le neveu de l'Empereur de Jade. Il aide de plus l'armée Zhou à vaincre les Shang.

## Mythe
Erlang Shen est associé à Yang Jian et à Li Erlang. Ce dernier est le deuxième fils de Li Bing. Une légende lui attribue la réussite contre une inondation. Une autre relate qu'il vainquit un dragon de feu.
Il fait une apparition au début du classique de la pérégrination vers l'Ouest, de Wu Cheng'en. Qualifié de Vrai Seigneur ou d'illustre sage, c'est le neveu de l'Empereur de Jade. Ce dernier l'envoie, ainsi que sept autres sages qu'il appelait ses frères, soumettre Sun Wukong qui causa des ravages dans les cieux et devait en être puni. Dans cet ouvrage, son allure et sa tenue sont décrites comme nobles. Erlang se bat contre Sun Wukong, tous deux passent par diverses métamorphoses. Erlang combat avec son chien et utilise son troisième œil ; il se montre plus fort que son adversaire, bien que ce dernier tienne bon.
Dans l'investiture des dieux, Yang Jian est un disciple de Yuding Zhenren, maîtrisant le combat et la magie, notamment les métamorphoses.
Dans le conte Bao Lian Deng, la lanterne de lotus, il a une sœur nommée Hua Shan. Cette dernière s'éprit d'un homme mortel et eut un enfant avec lui : Erlang lui reproche cette union entre divinités et mortels et l'emprisonne sous le mont Hua. Une fois adulte, le fils de Hua Shan fend le mont avec sa hache pour libérer sa mère.
Un chien céleste hurlant se trouve toujours à ses côtés. Dans la culture Erlang est souvent représenté comme un noble guerrier qui vainc les monstres et incarne la justice.